# Assembleia representativa
Assembleia representativa é uma instituição política na qual um número de pessoas que representam a população ou ordens privilegiadas no seio da população de um Estado se reúnem para debater, negociar com o poder executivo (originalmente, o rei ou outro governante) e legislar. Exemplos de países que falam inglês, são o Congresso dos Estados Unidos e o Parlamento do Reino Unido.

## História
Assembleias populares emergiram em pré-civilizações nas terras onde línguas germânicas eram faladas, e as assembleias modernas nestes países são normalmente chamados como as originais. Entretanto, a ideia de uma assembleia "representativa" como uma instituição política de uma sociedade literata apareceu a primeira vez na Europa na Idade Média, mais especificamente nos séculos XIII a XV. Talvez tenha sido trazido a vida por governantes determinados a impedir o abuso de poder de seus barões e apelando as castas mais baixas da sociedade: donos de terras pequenas, pessoas da cidade e o clero. Qualquer que seja a explicação para a emergência, é considerada por muitos a mais importante inovação política na Idade Média Europeia.
A ideia apareceu pela primeira vez na Espanha, depois na Inglaterra, França e Itália, depois espalhou na Alemanha e Escandinávia, até mesmo Polônia e Hungria. Vários nomes foram usados para estas instituições? Na Inglaterra, Irlanda, Escócia, Sicília, nos Estados Papais e no Reino de Nápoles eram chamados parlamentos ou parlamenti; Na Península Ibérica eles eram chamados Cortes; na França eles eram chamados Estados-Gerais; Na Alemanha o termo usado é landtag; na Dinamarca e Noruega é chamado rigsdag, Na Suécia riksdag, e na Polônia sejm.
O número de câmaras correspondia aproximadamente às ordens ou propriedades organizadas da sociedade medieval: tipicamente a igreja, a nobreza e o resto da sociedade. Às vezes, no entanto (como na Espanha e em Portugal), a nobreza ou menor nobreza formava uma ordem separada; às vezes (como na Suécia) o campesinato mais rico fazia o mesmo. O parlamento inglês, que deveria ser um exemplo importante, era um caso desviante, pois apenas duas ordens estavam representadas: a nobreza e o resto.
A assembleia representativa caiu em desuso em muitos dos mais importantes Estados da Europa no século XVII. Entretanto, ela sobreviveu na Inglaterra, Suécia, Polônia, Hungria e muitos dos estados germânicos, os mais ao sul principalmente. No século XVIII, o parlamento Inglês foi efetivamente transplantado aos Estados Unidos, e no século XIX evoluiu lá em uma direção democrática crescente. A variante americana propagou-se devido as incursões para a América Latina, mas enquanto isso a Europa fazia um renascimento das assembleias representativas baseadas principalmente no modelo Inglês. A França reviveu os Estados-Gerais no despertar de sua revolução. Mais tarde, depois da desintegração do império de Napoleão Bonaparte, assembleias re-emergiram na Suécia, Holanda, França e Espanha. O império britânico especialmente na época de seu desmembramento no século XX foi instrumental em espalhar a democracia parlamentar para todos o lugares, e em tempos modernos a imensa influência internacional dos Estados Unidos encorajou o crescimento da democracia representativa no mundo.
Aonde formas de democracia representativa se espalharam para países já existe uma tradição de assembleias, uma grande quantidade de ideias que normalmente tomam lugar no nome tradicional que é usado. Exemplo disso é majlis em alguns países islâmicos, jirga no Afeganistão, duma na Rússia. Veja lista de legislaturas nacionais para mais exemplos.

## Estado da arte
Em tempos mais modernos, a supremacia da Câmara se tornou normal, assim como a organização dos representantes entre partidos concorrentes, os mesmos que fizeram eleição e assim fizeram uma franquia aumentada, de modo que, a ideia de que os ministros do executivo deverão ser responsáveis perante ela.
Para mais informações sobre o estado da instituição no mundo moderno, consulte o "Ver também" lista abaixo.